# Andimba Toivo ya Toivo

Herman Andimba Toivo ya Toivo (Oshikoto, 22 augustus 1924 – Windhoek 9 juni 2017) was een Namibisch politicus. 
Hij werd geboren in Omangundu in de regio Oshikoto. Tijdens de Tweede Wereldoorlog vocht hij bij het Zuid-Afrikaanse leger en verkreeg hij de militaire rang van korporaal.
In 1957 richtte Toivo ya Toivo het Ovamboland People's Congress (OPC) op. Deze oprichting wordt gezien als een van de mijlpalen in de Namibische onafhankelijkheidsstrijd. Het OPC was nadrukkelijk verbonden met de bevolkingsgroep Owambo. In 1959 veranderde de naam van OPC naar Ovamboland People's Organization (OPO). Een jaar later, in 1960 werd OPO omgevormd tot een multi-etnische organisatie die niet alleen voor Owambo's bedoeld was. De naam van deze nieuwe organisatie was South West Africa People's Organisation (SWAPO).
Toivo ya Toivo was vele jaren secretaris-generaal van de SWAPO. Vanwege zijn politieke activiteiten werd Toivo ya Toivo in 1966 gearresteerd door de Zuid-Afrikaanse autoriteiten. Op 26 januari 1968 veroordeelde de rechtbank in Pretoria Toivo ya Toivo tot 20 jaar gevangenisstraf. Hij werd gevangengezet, onder andere enige tijd op Robbeneiland bij Kaapstad. In 1984 werd hij op voorspraak van Dirk Mudge vrijgelaten.
Na de onafhankelijkheid van Namibië was Toivo ya Toivo minister op verschillende departementen: Arbeid (1990-1999), Mijnen en Energie (1999-2003) en ten slotte Gevangenis (2003-2005).
Begin 2005 zette hij een eind aan zijn politieke mandaten, zowel in de regering, het parlement als de partij. Hij besloot om de zakenwereld in te gaan en werd in maart van dat jaar aangesteld tot bestuurder van de J&P Group en in september tot Senior advisor voor EnerGulf Resources, een internationaal olie- en gasbedrijf.
Op het partijcongres van de SWAPO van 2 december 2012 werd hij samen met Sam Nujoma verkozen tot erelid van alle formele partijorganen. Hierdoor kon hij levenslang zetelen in het centraal comité en in het politbureau van de partij.
Hij overleed op 92-jarige leeftijd. Hij werd begraven op de erebegraafplaats Heroes' Acre, even ten zuiden van Windhoek.